# 伊藤計劃
伊藤 計劃（いとう けいかく、本名：伊藤 聡、1974年〈昭和49年〉10月14日 - 2009年〈平成21年〉3月20日）は、日本のSF作家。武蔵野美術大学美術学部映像科卒業。
2007年に、『虐殺器官』で小説家として本格的にデビューしてからわずか2年ほどで早逝したが、この作品はゼロ年代日本SFのベストに挙げられている。

## 略歴
千葉県の八千代松陰高等学校を経て、武蔵野美術大学美術学部映像学科卒業。1999年、『ネイキッド』にてアフタヌーン四季賞 冬のコンテスト（選考者 かわぐちかいじ）佳作を受賞（四季賞CHRONICLE解説書 72頁より）。2004年1月から「はてなダイアリー」にて映画・SF評論ブログを開始する。
Webディレクターの傍ら執筆した『虐殺器官』が、2006年第7回小松左京賞最終候補となり、ハヤカワSFシリーズ Jコレクションより刊行され、作家デビュー。同作は『SFが読みたい! 2008年版』1位、月刊プレイボーイミステリー大賞1位、日本SF作家クラブ主催の第28回日本SF大賞候補となる。
全く同じ経緯でデビューした円城塔と共に、期待の新人として脚光を浴びるも、2009年3月、ユーイング肉腫の多発転移のため死去。
2009年12月6日、遺作となった『ハーモニー』で第30回日本SF大賞を受賞した。「特別賞」枠を除き、故人が同賞を受賞するのは初めてである。2010年に同作の英訳版が出版され、アメリカでペーパーバック発刊されたSF小説を対象とした賞であるフィリップ・K・ディック賞の特別賞を受賞した。
約30枚の未完の原稿は絶筆として河出文庫の大森望責任編集『NOVA1』に収録。遺族から承諾を得て円城塔がこの原稿を引き継ぎ、2012年8月に『屍者の帝国』として刊行した。
長編の3部作品である『屍者の帝国』『ハーモニー』『虐殺器官』はアニメ映画化され、ノイタミナムービーとして順次劇場公開されている。また、『虐殺器官』については実写映画の公開も予定されている。

## 作風
作品はすべて一人称で書かれており、またその小説自体が「作品世界内に存在するテキスト」や「作品世界内の人物への語りかけ」として描かれる場合が多い。

## 人物・エピソード
- 漫画家の篠房六郎と糸杉柾宏は大学時代からの後輩[6][7]・先輩[8] にあたる。
- 相当なシネフィルとしても知られ、黒沢清の映画から受けた強い影響を度々口にしている。自身のサイトではナイン・インチ・ネイルズの全作品をレビューしたり、『機動戦士ガンダム』の設定の甘さへの批判をしばしば行っていた。贔屓の日本の映画監督では黒沢清、押井守を挙げている[9]。篠房六郎は、「同じ作品を見た後で先輩の評論を読むと、映画の視力が違うことに驚いた。私がぼんやりとしか見ていなかったものを、微細に的確に多角的に捉え、新しいものの見方を教えてくれた」と評した[1]。
- 2001年、右足にユーイング肉腫が発見される。手術により病巣を除去したが、2005年には左右の肺への転移が判明。2006年に肺の一部を切除している。死去の直前には、全身6か所に癌が転移していた[10]。
- デビュー作『虐殺器官』は、癌が寛解状態だった2006年5月、10日間をかけて執筆した[10]。

### 小島秀夫との交流
ゲームデザイナー小島秀夫の熱狂的なファンであった。中学生時代にプレイした『スナッチャー』から小島の作品にのめりこみ、「小島原理主義者」・「MGSフリークス」を自称するほどであった。特にメタルギアソリッドの二次創作を中心に手がけており、後にゲームの公式ノベライズを担当した。
小島と伊藤は、「東京ゲームショー98春」での『メタルギアソリッド』の展示ブースではじめて出会った。ゲームの大ファンであった伊藤は小島にトレーラーの感想を熱心に語り、小島も熱心なファンとして記憶した。その後も同人誌やファンレターを送るなど、ファンとクリエイターという関係での交流がつづいた。
2001年9月、小島は入院した伊藤への見舞として、社外秘であった開発途中の『メタルギアソリッド2』のカットシーンを持参した。伊藤は映像を見終わったあと「ゲームが完成するまで死にません」といったという。その後、発表会に小島は退院した伊藤を招待し、この頃には「友人同士」の関係になっていた。発売された『メタルギアソリッド2』は賛否両論だったが、伊藤は自分のウェブサイトで「こんな作品を喜ぶのは俺だけだ!」と擁護した。
作家デビュー作である『虐殺器官』を小島は絶賛した。原型となった短編小説が小島の初期の作品である『スナッチャー』のファン小説ということもあり、小島は開発中だった新作『メタルギアソリッド4』のノベライズを伊藤に依頼する。伊藤も、ノベライズにありがちな軽い文章にすることを避け、再読できる立派な「小説」をめざして執筆し、その出来には小島も満足した。小島は、引きつづき『メタルギアソリッド3』とその後の話である次回作をひとつの小説として伊藤に依頼する考えであった。
しかし、伊藤は再入院する。2009年2月、見舞に行った小島はベッドに伏せる伊藤と映画や小説の話をしたが、虚ろな表情のままほとんど返事もない状態であった。「伊藤さんに元気になってほしい。生きることを諦めてほしくない」と思った小島は、その時点では未発表だった新作『メタルギアソリッド ピースウォーカー』の構想を話すと、伊藤は笑顔を取り戻し、「完成するまで頑張ります」と言った。だが、2度目の約束は果たされず、伊藤は翌月この世を去った。
翌年（2010年）4月にPSPで発売された『メタルギアソリッド ピースウォーカー』には、エンディングで「この『PEACE WALKER』を伊藤計劃氏に捧ぐ」とのメッセージが収録されている（2011年11月にPS3とXbox 360で発売された、『メタルギアソリッド ピースウォーカー HDエディション』にも収録）。その後、伊藤の果たせなかった『メタルギアソリッド3』・『メタルギアソリッド ピースウォーカー』のノベライズはそれぞれ長谷敏司・野島一人（矢野健二）によって行われ、ともに2014年に発売された。

## 作品リスト
特筆しない限り、『蘇る伊藤計劃』より「伊藤計劃「全作品リスト」」を参照。漫画：（漫）、エッセイ：（エ）、短編小説：（短）、単著：（単）。
1996年
- 『海と孤島』（短）
『蘇る伊藤計劃』所収。
- 『The Terminal Beach』（漫）

1998年
- 『CUBE AUTHOR』（漫）

1999年
- 『SPOOKTALE』（アニメ）
卒業制作。
- 『朽ちるといふこと』（写真集）
自サイト限定公開。
- 『ネイキッド』（漫）
『蘇る伊藤計劃』所収。
- 『Mr. Self Destruction』（漫）
個人同人誌。

2000年
- 『GET DOWN, MAKE LOVE』（漫）
個人同人誌。以後、続編・総集編複数回刊行。

2001年
- 『エクストラポーション礼賛』（エ）
『MGS2』限定版パンフレット掲載。
『伊藤計劃記録』、『The Indifference Engine』所収。
- 『伊藤計劃全容』（短）
自サイト掲載。
『蘇る伊藤計劃』所収。

2002年
- 『Automatic Death: episode 0』（漫画原作・絵：新間大悟）
『SF Japan 夏号』掲載。
『ぼくの、マシン ゼロ年代日本SFベスト集成〈S〉』（大森望編、創元SF文庫 2010年10月） ISBN 9784488738013 収録。
『伊藤計劃記録 第弐位相』、『伊藤計劃記録Ⅱ』所収。
- 『グローバルファイナンスと愛の園』（短）
全8回、自サイト掲載。
『蘇る伊藤計劃』所収。

2003年
- 『MGSシリーズへと受け継がれるポリスノーツ』（エ）
PS版『ポリスノーツ』公式サイト掲載。
『伊藤計劃記録』、『伊藤計劃記録Ⅰ』所収。
- 『女王陛下の所有物』（漫）
OB誌『元漫研』初出。
自サイト掲載。
『伊藤計劃記録 第弐位相』、『The Indifference Engine』所収。

2004年
- 『Heavenscape』（短・未完）
サイト掲載。
『伊藤計劃記録 第弐位相』、『The Indifference Engine』所収。
後に『虐殺機関』へ発展。
- 『Solid State Survivor』（漫）
個人同人誌。

2005年
- 『フォックスの葬送』（漫）
個人同人誌。
『伊藤計劃記録 第弐位相』、『The Indifference Engine』所収。
- 『国連ザンジバー活動』（漫）
個人同人誌。

2006年
- 『チルドレンオブウォー』（漫）
個人同人誌。

2007年
- 『虐殺機関』（単）
- 『小島秀夫: 我ら神亡き時代の神の語り手として』（エ）
東京ゲームショウ2007『MGS4』パンフレット掲載。
『伊藤計劃記録』、『The Indifference Engine』所収。
- 『The Indifference Engine』（短）
『SFマガジン』11月号掲載。
『虚構機関 年刊日本SF傑作選 2007年度』（創元SF文庫）収録。
『伊藤計劃記録』、『The Indifference Engine』所収。
- 『痛みも実感もない戦争と内省する戦士』（インタビュー）
『小説現代』10月号掲載。
- 『著者インタビュー』（インタビュー）
サイト『アニマソラリス』掲載。
『伊藤計劃記録』、『伊藤計劃記録Ⅱ』所収。
- 『PLAYBOYミステリー大賞国内部門1位』（インタビュー）
『PLAYBOY』08年1月号掲載。
- 『「MG」 in My Life part2』（インタビュー）
日経エンタテインメント増刊『ゲームエンターVol.3』掲載。
『蘇る伊藤計劃』所収。
- 『心の一冊 ディファレンス・エンジン』（エ）
『SFマガジン』08年1月号掲載。
『伊藤計劃記録』、『伊藤計劃記録Ⅱ』所収。
- 『セカイ、蛮族、ぼく。』（短）
同人誌『バルバロイ』掲載。
『伊藤計劃記録』、『The Indifference Engine』所収。

2008年
- 『装飾と構造で乗り切る終末』（インタビュー・円城塔と共同）
『SFが読みたい!』08年版掲載。
『虐殺器官』（文庫版）、『伊藤計劃記録』、『伊藤計劃記録Ⅱ』所収。
- 『From the Nothing, with Love.』（短）
『SFマガジン』4月号掲載。
『超弦領域 年刊日本SF傑作選 2008年度』（創元SF文庫）収録。
『伊藤計劃記録』、『The Indifference Engine』所収。
- 『HIDECHAN! ラジオ』第189回・第190回（webラジオ・インタビュー）[注釈 2]
- 『メタルギアソリッド ガンズ オブ ザ パトリオット』（単）
- 『侵略する死者たち』（エ）
『ユリイカ』7月号掲載。
『伊藤計劃記録』、『伊藤計劃記録Ⅱ』所収。
- 『本の探検隊』（著者インタビュー）
『月刊ニュータイプ』2008年7月号掲載。
- 『つぎはぎの王国から』（エ）
『群像』9月号掲載。
『伊藤計劃記録 第弐位相』、『伊藤計劃記録Ⅱ』所収。
- 『SF、中学生、郊外住宅地』（エ）
『科学魔界』50号掲載。
『蘇る伊藤計劃』所収。
- 『ディファレンス・エンジン』（解説・円城塔共作）
『ディファレンス・エンジン』（文庫版）掲載[注釈 3]。
『伊藤計劃記録』 、『The Indifference Engine』所収。
- 『伊藤計劃』（前後編インタビュー）
『PC Fan』9/15号、10/1号掲載。
- 『屍者の帝国』（プロット・冒頭試稿）
『伊藤計劃記録』、『The Indifference Engine』所収。
伊藤の没後、円城塔によって書き継がれ長編『屍者の帝国』として完成。
- 1月『SFの或るひとつの在り方』（エ）
『SFマガジン』1月号掲載。
『伊藤計劃記録』、『伊藤計劃記録Ⅱ』所収。
- 『ハーモニー』（単）
- 『伊藤計劃インタビュー』（インタビュー）
『SFマガジン』09年2月号掲載。
『伊藤計劃記録』、『伊藤計劃記録Ⅱ』所収。

2009年
- 『Mysteryゲストルーム』（TVインタビュー）
本インタビューの書き起こしが『蘇る伊藤計劃』所収。

## 書誌情報

### 長編
- 『虐殺器官』Genocidal Organ （早川書房 ハヤカワSFシリーズ Jコレクション 2007年） ISBN 9784152088314
  - ハヤカワ文庫 2010年2月 ISBN 9784150309848
- 『METAL GEAR SOLID GUNS OF THE PATRIOTS』（角川グループパブリッシング 2008年） ISBN 9784047072442
ゲームメタルギアソリッド4のノベライズ作品。
  - 角川文庫 2010年3月 ISBN 9784043943449
- 『ハーモニー』<harmony/> （早川書房 ハヤカワSFシリーズ Jコレクション  2008年） ISBN 9784152089922
  - ハヤカワ文庫　2010年12月 ISBN 9784150310196
- 『屍者の帝国』The Empire of Corpses （円城塔との共著、河出書房新社 2012年） ISBN 9784309021263
  - 河出文庫 2014年12月 ISBN 9784309413259

### 短編集その他
- 『伊藤計劃記録』 （早川書房、2010年3月）ISBN 9784152091161
- 『伊藤計劃記録 第弐位相』（早川書房、2011年3月）ISBN 9784152092014
- 『The Indifference Engine』 （ハヤカワ文庫JA、2012年3月）　ISBN 9784150310608
- 『Running Pictures: 伊藤計劃映画時評集1』（ハヤカワ文庫JA、2013年1月）ISBN 9784150310912
- 『Cinematrix: 伊藤計劃映画時評集2』（ハヤカワ文庫JA、2013年3月）ISBN 9784150311032
- 『伊藤計劃記録Ⅰ』（ハヤカワ文庫JA、2015年3月）ISBN 9784150311865
- 『伊藤計劃記録Ⅱ』（ハヤカワ文庫JA、2015年3月）ISBN 9784150311872
- 『蘇る伊藤計劃』 （山形浩生らとの共著、宝島社、2015年9月）ISBN 9784800233080

## 日本国外での刊行
- 虐殺器官
  - 『학살기관』韓国語訳 - 2010年2月、韓国・テウォンC.I.の日本SF翻訳レーベルNT Libraryより刊行。
  - 『Genocidal Organ』英語訳 - 2012年8月、アメリカ合衆国・ビズメディアの日本SF翻訳レーベルHaikasoruより刊行。
  - 『屠杀器官』簡体字中国語訳 - 2014年11月、中国・99読書人, 上海文芸出版社（中国語版）より刊行。
  - 『虐殺器官』繁体字中国語訳 - 2015年7月、台湾・台湾東販より刊行。
  - 『无形的武器』簡体字中国語訳 - 2017年5月、中国・99読書人, 人民文学出版社より刊行。
  - 『학살기관』韓国語訳 - 2017年7月、韓国・テウォンC.I.より刊行。
  - 『Genocidal Organ』フランス語訳 - 2019年3月、フランス・Pika Édition（フランス語版）のコレクションPika Romanより刊行。
- METAL GEAR SOLID GUNS OF THE PATRIOTS
  - 英語訳 - 2012年6月、アメリカ合衆国・ビズメディアの日本SF翻訳レーベルHaikasoruより刊行。
  - 『메탈기어 솔리드 건즈 오브 더 패트리어트』韓国語訳 - 2016年12月、韓国・映像出版メディアより刊行。
- ハーモニー
  - 『Harmony』英語訳 - 2010年7月、アメリカ合衆国・ビズメディアの日本SF翻訳レーベルHaikasoruより刊行。
  - 『</Harmónia>』ハンガリー語訳 - 2012年10月、ハンガリー・Ad Astra（ハンガリー語版）より刊行。
  - 『Harmonie』フランス語訳 - 2013年7月、フランス・Panini S.A. , PANINI BOOKSのコレクションEclipseより刊行。
  - 『和諧』繁体字中国語訳 - 2014年6月、台湾・繆思出版(Muses Publishing)より刊行。
  - 『和谐』簡体字中国語訳 - 2014年11月、中国・99読書人, 上海文芸出版社より刊行。
  - 『세기말 하모니』韓国語訳 - 2015年10月、韓国・RH Koreaより刊行。
  - 『和諧』繁体字中国語訳 - 2016年2月、台湾・繆思出版より刊行。
  - 『理想国』簡体字中国語訳 - 2017年5月、中国・99読書人, 人民文学出版社より刊行。
- 屍者の帝国
  - 『屍者的帝國』繁体字中国語訳 - 2014年7月、台湾・城邦文化（中国語版）の日本ミステリ翻訳レーベル獨歩文化（中国語版）より刊行。
  - 『죽은 자의 제국』韓国語訳 - 2015年3月、韓国・民音社より刊行。
  - 『屍者的帝國』繁体字中国語訳 - 2016年1月、台湾・城邦文化の日本ミステリ翻訳レーベル獨歩文化より刊行。
  - 『故去者之国』簡体字中国語訳 - 2017年4月、中国・99読書人, 人民文学出版社より刊行。
  - 『The Empire of Corpses』フランス語訳 - 2018年11月、フランス・Pika ÉditionのコレクションPika Romanより刊行。

## 受賞歴
特筆しない限り、『蘇る伊藤計劃』より各作品ページおよび「伊藤計劃「個人年表」」を参照。
ネイキッド
- アフタヌーン四季賞冬・佳作

虐殺機関
- SFが読みたい! ベストSF2007 国内篇第1位
- 月刊プレイボーイミステリー大賞第1位
- SFが読みたい! ゼロ年代SFベスト 国内篇第1位

The Indifference Engine
- 第19回SFマガジン読者賞[16]

ハーモニー
- 第40回星雲賞（日本長編部門）
- 第30回日本SF大賞
- 2010年フィリップ・K・ディック記念賞特別賞

屍者の帝国（共著）
- 第33回日本SF大賞特別賞
- 第44回星雲賞（日本長編部門）